# 始皇帝 (麻雀ゲーム)
始皇帝（しこうてい）は、1986年にデービーソフトから発売されたコンピュータゲーム。

## 概要
1986年、パソコン用四人制麻雀ゲームとして登場。ハドソンソフトの『ジャン狂』、シャノアールの『プロフェッショナル麻雀』の対抗的な意味合いで発売された。「最強麻雀」と銘打たれている。しかし、研究モードなど、独自の機能を持たせているものの他社既出のソフトウェアと大きな違いはなく、発売当時はシャノアールからゲームシステムの酷似性についてクレームを受けている。
デービーソフトは、後に麻雀ソフトとして『今夜も朝までPOWERFULまぁじゃん』シリーズを発売している。

## ハイブリッド
当ソフトは1枚のディスクメディアでPC-8800シリーズとPC-8001mkIISRの両機種にて起動出来るハイブリッド設計となっている。またカセットテープ版ではA面にPC-8800シリーズ版、B面にPC-8001mkIISR版のプログラムを収録していた（同社発売の『キングフラッピー』『らぷてっく』も同様）。